# Klubbin, Fugloy
Klubbin är ett berg i Färöarna (Kungariket Danmark).   Det ligger i sýslan Norðoyar, i den nordöstra delen av landet, 40 km nordost om huvudstaden Tórshavn. Toppen på Klubbin är 621 meter över havet. Klubbin ligger på ön Fugloy.
Terrängen runt Klubbin är kuperad.  Närmaste större samhälle är Klaksvík, 18,7 km sydväst om Klubbin. 